# Paweł Szamburski
Paweł Jan Szamburski (ur. 4 marca 1980 w Warszawie) – polski muzyk, kompozytor, animator kultury, wydawca muzyczny.

## Życiorys
Paweł Szamburski studiował antropologię oraz muzykologię na Uniwersytecie Warszawskim.
W 2004 wraz z Maciem Morettim założył wydawnictwo płytowe Lado ABC.
Członek lub twórca takich grup muzycznych jak: Tupika, Cukunft, Horny Trees, Sza/Za (z Patrykiem Zakrockim), Bastarda, Ircha. Wykorzystuje przede wszystkim klarnet, głos oraz elektronikę. Twórca muzyki improwizowanej, filmowej (w tym kina niemego), teatralnej, tańca współczesnego. Pod własnym nazwiskiem wydał płyty „Ceratitis Capitata” (2014) oraz „Homo ludens” (2019).

## Wyróżnienia
- 2009 – wyróżnienie za muzykę na Międzynarodowym Festiwalu Teatralnym „Kontrapunkt” w Szczecinie (z Sza/Za)[3]
- 2009 – nagroda główna za muzykę od Ministra Kultury i od Teatru Narodowego w XV Ogólnopolskim Konkursie na Wystawie Sztuki Współczesnej (z Sza/Za)[3]
- 2009 – nagroda „Sacem” za najlepszą muzykę filmową na Międzynarodowym Festiwalu Filmów Animowanych w Annecy (Francja)
- 2012 – płyta roku portalu Jazzarium.pl za album „Zikaron – Lefanai” (z Irchą)[3]
- 2019 – honorowe wyróżnienie na festiwalu Dwa Teatry w kategorii „muzyka oryginalna lub opracowanie muzyczne” (z Jerzym Rogiewiczem oraz Patrykiem Zakrockim)[5]
- 2021 – nominacja do Paszportu „Polityki” w kategorii „muzyka popularna”[6]